# Binghamton
Binghamton è una city statunitense della contea di Broome, nello stato di New York.
Nel territorio di Binghamton il fiume Chenango sfocia nel Susquehanna.